# 다시간 차원
시간의 차원이 둘 이상일 가능성은 때때로 물리학과 철학에서 논의되었다.

## 물리학
특수 상대성은 시공간을 음성적 고윳값을 갖는 계량 텐서 다양체로 설명한다. 이는 "시간스러운" 방향의 존재에 대응한다. 여러 음성적 고윳값과의 메트릭은 대응하여 여러 시간스러운 방향, 즉 다시간 차원이 되지만, 통상적으로 이해되는 시간에서 여분의 "시간" 관계에 대한 합의가 없다.

## 철학
J. W. 던 작 시간과의 실험 (1927)은 각각 그 자신의 시간 차원을 갖고 있으며 바깥에서 더 낮은 시간 차원 속 사건을 볼 수 있는, 의식적인 마음의 무한 계층 구조와의 존재론에 대해 설명한다. 그의 이론은 불필요한 무한 후퇴를 나타내어 종종 비판 받았다.

## 같이 보기
- 3+1 시공간의 영광스러운 성격